# Tehrik-i-Taliban Pakistan
Il Tehrik-i-Taliban Pakistan (in urdu تحریک طالبان پاکستان‎?, Teḥrīk-ī-Ṭālibān Pākistān), noto anche con il nome Talebani Pakistani è un gruppo terroristico pakistano, attivo dal dicembre 2007 e che opera al confine tra l'Afghanistan e il Pakistan, il gruppo è alleato con lo Stato Islamico, con Al-Qaida e con i Talebani dell'Afghanistan. È presente nella regione del Waziristan del Nord.
Tra i numerosi atti terroristici rivendicati dal gruppo vi è la strage alla Scuola Pubblica Militare di Peshawar del 16 dicembre 2014 che causò la morte di 145 persone di cui 132 minori.